# Veliki naslov cara Austrije
Velika titula cara Austrije bio je službeni popis kruna, titula i počasti koje su nosila četiri austrijska cara od osnutka Carevine 1804. do kraja Monarhije 1918. godine. Titula potječe iz vremena Franje I. koji ju je odredio u svojoj proklamaciji od 11. kolovoza 1804. godine.

## Sastav i značenje
Austrijski vladar nije bio samo car Austrije nego i – od Nagodbe iz 1867. posebno istaknuvši ispred ostalih kraljevskih titula – apostolski kralj Ugarske, a još je uz ove imao i nekoliko drugih kruna i titula. Sve spomenute bile su sažete u tzv. velikoj tituli, no i tada nisu bile navedene sve o čemu svjedoče kratice „itd.“ napisane na nekoliko mjesta.
Velika titula bila je poimana jednako kao i carski dvoglavi orao, carski grb, austrijska carska kruna, žezlo i carska jabuka, te carski dvor i dvorski ceremonijal kao znamen dan od Boga (i kao takav neporeciv) o monarhijskoj moći i prestižu koji se protezao nad njegovim zemljama.
Neke titule – poput većine onih koje su se odnosile na Italiju, primjerice veliki vojvoda Toskane – bile su nakon bitke kod Magente i Solferina 1859. postavljene pri kraju kao nužne titule. Ostale, poput titule kralja Jeruzalema, bile su opće titule koje su u velikoj tituli sačuvane iz povijesnih razloga, te kao naslijeđe Hohenstaufena kao kraljeva Napulja predano Habsburgovcima. Titula grofa Habsburga i Kyburga odnosi se na izvorno sjedište Habsburgovaca, a spomenuti su se burgovi od ranog 15. stoljeća nalazili pod vlašću Švicarske (Habsburg je izgubljen 1415., dok je Kyburg pao 1424.) i nikad više nisu bili u posjedu Habsburgovaca. Na isti se način Lorena (Lotaringija) odnosi na obiteljsko izvorište muških osnivača kuće Habsburg-Lothringen. Iako je nadvojvoda Austrije, koja je predvodila titule cara, bila stvarna titula vladavine nad zemljama (poimence nad današnjim saveznim pokrajinama Donjom Austrijom, Gornjom Austrijom i Bečom), ova je titula u isto vrijeme bila i rodna titula svih prinčeva i princeza carske kuće.
Veliku titulu su u Austriji za vrijeme monarhije morale napamet učiti sva školska djeca.

## Velika titula
Velika titula Franje Josipa I. glasila je od 29. siječnja 1869.:
| Njegovo Carsko i Kraljevsko Apostolsko Veličanstvo N.N. po milosti Božjoj car Austrije, kralj Ugarske i Češke, Dalmacije, Hrvatske, Slavonije, Galicije, Lodomerije i Ilirije; kralj Jeruzalema itd.; nadvojvoda Austrije; veliki vojvoda Toskane i Krakova; vojvoda Lorene, Salzburga, Štajerske, Koruške, Kranjske i Bukovine; veliki knez Transilvanije, markgrof Moravske; vojvoda Gornje i Donje Šleske, Modene, Parme, Piacenze i Guastalle, Auschwitza i Zatora, Tešina, Furlanije, Dubrovnika i Zadra; pokneženi grof Habsburga i Tirola, Kyburga, Gorice i Gradiške; knez Tridenta i Brixena; markgrof Gornje i Donje Lužice i u Istri; grof Hohenemsa, Feldkircha, Bregenza, Sonnenberga itd.; gospodar Trsta, Kotora i nad Slovenskom krajinom; veliki vojvoda srpskoga vojvodstva,[4][5] itd., itd. |
Car Franjo dvije je godine od svoje Proklamacije Carevine Austrije iz 1804. do svojeg odreknuća od rimsko-njemačke carske krune iz 1806. (s čime prestaje postojati Sveto Rimsko Carstvo) nosio veliku titulu koja je počinjala po milosti Božjoj izabrani rimski car, u sve vrijeme uvećavatelj Carevine i kralj u Njemačkoj.
Do 3. listopada 1866. titula je također pokrivala i Kraljevinu Lombardiju-Mletke.

## Srednja i malena titula te tituliranje
Postojale su također srednja titula i malena titula, skraćene verzije titulature, pa i numizmatička klauzula „(N.N.) D.G.IMP.AUSTR.REX BOH.GAL.ILL.ETC.ET AP.REX HUNG.“ (mađ. „(N.N.) I.K.A.CS.ÉS M.H.S.D.O.AP.KIR.“ za „Isten kegyelméből ausztriai császár és Magyar-, Horvát-, Szlavon-, Dalmátországok apostoli királya“; hrv. „(N.N.) PO MIL.BOŽ.CES.AUSTR.KR.ČEŠ.GAL.IL.ITD.I AP.KR.UGAR.“), kao što se može vidjeti na guldenima (do 1892.) odnosno na krunama (do 1918.).
U osobnim odnosima s drugim monarsima i drugim visokim plemstvom car nije rabio veliku titulu osim na dokumentima. Stoga je posjetnice koje su označavale darove za druge monarhe označavao jednostavno kao Franjo Josip, dok je za visoko plemstvo pisao car Franjo Josip. Ako je bilo potrebno, primatelji su titule mogli saznati gledajući u Dvorski i državni priručnik Austrougarske Monarhije (njem. Hof- und Staatshandbuch der österreichisch-ungarischen Monarchie).

## Više informacija
- Carevina Austrija (država 1804. – 1867.)
- Austro-Ugarska (dvojna država 1867. – 1918.)
- car Austrije (funkcija i vlasnik)
- Austrijska carska himna
- Titulatura i grb (njemački car nakon 1873.) (usporedba)

## Vanjske poveznice
- Austria-Hungary: Apostolic King (Hungary), Habsburg Titles. U: Royal Styles. heraldica.org, 18. siječnja 2007., preuzeto 23. lipnja 2008. (engleski). – s latinskim verzijama
- Allerhöchste Pragmatikal-Verordnung od 11. kolovoza 1804. U: Otto Posse: Die Siegel der Deutschen Kaiser und Könige. Band 5, Beilage 2, Seite 249f, s njemačkog wikizvora – njemački i latinski napisi o Franji I./II.
- Dekret od 6. kolovoza 1806. Bey der Niederlegung der kaiserlichen Reichs-Regierung. U: Otto Posse: Die Siegel der Deutschen Kaiser und Könige. Band 5, Beilage 3, Seite 256ff – posljednja titula nekog rimskog-njemačkog cara